# Dwergzonnebaarzen
Elassomatidae (Dwergzonnebaarzen) zijn een familie van straalvinnige vissen uit de orde van Baarsachtigen (Perciformes).

## Geslacht
- Elassoma D. S. Jordan, 1877